# کد در صورت تقاضا
در محاسبات توزیع شده، کد در صورت تقاضا (به انگلیسی: Code on demand) به فناوری گفته می‌شود که به درخواست نرم‌افزار سرویس گیرنده، کد نرم‌افزارهای اجرایی را از رایانه سرور به رایانه سرویس گیرنده ارسال می کند. برخی از نمونه های شناخته شده از الگوی کد در صورت تقاضا در وب عبارتند از اپلت های جاوا، زبان ActionScript Adobe برای Flash Player و JavaScript.
کد برنامه بر روی سرور وب غیرفعال خواهد بود تا زمانی که کاربر (مشتری) یک صفحه وب را درخواست کند که شامل یک لینک به کد مورد نظر با استفاده از مرورگر وب مشتری باشد. در صورت درخواست، صفحه وب و برنامه با استفاده از HTTP به دستگاه کاربر منتقل می شوند. هنگامی که صفحهِ نمایش داده می شود، کد برنامه در مرورگر کاربر بصورت محلی شروع به کار می‌کند و تا زمان متوقف کردن آن اجرا می شود (به عنوان مثال، کاربر صفحه وب را ترک کند). 
از این راهکار به موجب بهبود تجربه کاربری بارگذاری صفحات وب به صورت متداول و چشمگیر استفاده می‌شود.